# Finale della UEFA Champions League 2001-2002
La finale della 47ª edizione di UEFA Champions League è stata disputata il 15 maggio 2002 all'Hampden Park di Glasgow tra Bayer Leverkusen e Real Madrid. All'incontro hanno assistito circa 50 499 spettatori. La partita, arbitrata dallo svizzero Urs Meier, ha visto la vittoria per 2-1 del club spagnolo.

## Le squadre
| Squadre          | Partecipazioni precedenti (il grassetto indica la vittoria)           |
| ---------------- | --------------------------------------------------------------------- |
| Bayer Leverkusen | Nessuna                                                               |
| Real Madrid      | 11 (1956, 1957, 1958, 1959, 1960, 1962, 1964, 1966, 1981, 1998, 2000) |

## Il cammino verso la finale
Il Bayer Leverkusen di Klaus Toppmöller inizia il proprio cammino europeo dal terzo turno preliminare, in cui sconfigge gli jugoslavi della Stella Rossa di Belgrado grazie al pareggio a reti inviolate di Belgrado e alla vittoria per 3-0 di Leverkusen. In seguito al sorteggio, i tedeschi vengono inseriti nel gruppo F insieme agli spagnoli del Barcellona, ai francesi dell'Olympique Lione e ai turchi del Fenerbahçe, superando il turno come secondi classificati, alle spalle del Barcellona, dopo aver totalizzato 12 punti, frutto di quattro vittorie e due sconfitte. Alla seconda fase a gironi vengono collocati nel gruppo D insieme agli spagnoli del Deportivo La Coruña, agli inglesi dell'Arsenal e agli italiani della Juventus; nonostante un raggruppamento abbastanza complicato, il Leverkusen passa il turno come primo classificato arrivando a pari punti col Deportivo, ma vincendo il girone per le maggiori reti fatte. Nei quarti di finale Le Aspirine affrontano gli inglesi del Liverpool perdendo 1-0 ad Anfield e vincendo 4-2 alla BayArena in una spettacolare partita, qualificandosi al turno successivo. In semifinale trovano un'altra compagine inglese, il Manchester Utd, che viene eliminato grazie alla regola dei gol in trasferta dopo che le due partite erano terminate in parità (all'Old Trafford finì 2-2, ma alla BayArena solamente 1-1).
Il Real Madrid di Vicente del Bosque viene inserito nel gruppo A insieme agli italiani della Roma, ai russi della Lokomotiv Mosca e ai belgi dell'Anderlecht, superando il turno come primo classificato totalizzando 13 punti, frutto di quattro vittorie, un pareggio ed una sconfitta. Nella seconda fase a gironi i Blancos vengono sorteggiati nel gruppo C con i lusitani del Porto, i greci del Panathīnaïkos e i cechi dello Sparta Praga, passando anche questo turno come primi classificati. Nei quarti di finale le Merengues incontrano i campioni in carica del Bayern Monaco, che vengono eliminati grazie al 2-0 ottenuto al Santiago Bernabéu (l'andata a Monaco di Baviera era terminata 2-1 per i bavaresi) vendicando così la sconfitta subìta nella semifinale dell'anno prima. In semifinale ci sono i connazionali del Barcellona; il doppio El Clásico termina con la vittoria del Real, che elimina i catalani grazie alla vittoria per 0-2 al Camp Nou e al pareggio per 1-1 al Bernabéu.

## La partita
All'Hampden Park di Glasgow va in scena una finale inedita tra il Bayer Leverkusen, alla prima finale di UEFA Champions League, ed i pluricampioni del Real Madrid, alla ricerca del nono successo in tale competizione dopo la vittoriosa finale di due anni prima. Dopo otto minuti dal fischio d'inizio i Blancos sono già in vantaggio grazie a Raúl, il quale sorprende la difesa tedesca convertendo in rete una rimessa laterale di Roberto Carlos. La reazione delle Aspirine non si fa attendere, e dopo cinque minuti (13'), Lúcio insacca in rete con un colpo di testa un calcio di punizione di Schneider, ristabilendo la parità. Proprio sul finire del primo tempo (45') gli spagnoli trovano la rete del sorpasso: Solari serve in profondità Carlos, il quale pesca Zidane che dal limite dell'area tira al volo di sinistro infilando il pallone sotto l'incrocio destro dei pali; nulla infatti può Butt sulla straordinaria conclusione del fuoriclasse francese, che porta sull'1-2 le Merengues al termine della prima frazione di gioco.
Nella seconda frazione di gara César accusa un infortunio alla gamba e viene sostituito da Casillas (68'), il quale respinge un potente tiro dalla distanza di Baştürk rifugiandosi in calcio d'angolo. Lo stesso Casillas si rende ancora decisivo sul seguente angolo del Leverkusen, negando a Berbatov (subentrato a Brdarić nel corso del primo tempo) il tap-in del pareggio. Nei minuti di recupero Casillas salva ancora il Madrid, respingendo sulla linea di porta un colpo di testa dello stesso Berbatov. Le Merengues reggono gli ultimi attacchi dei tedeschi, finché Meier non pone fine alla partita con il triplice fischio, che regala ai Blancos la nona Champions League della loro storia. 

## Tabellino
| Arbitro: | Urs Meier |

|           |           |                    |
| Lúcio 13’ | Marcatori | 8’ Raúl 45’ Zidane |

| Bayer Leverkusen | Real Madrid |

| Bayer Leverkusen |    |                  |  |       |
|                  |    |                  |  |       |
| P                | 1  | Hans-Jörg Butt   |  |       |
| D                | 26 | Zoltán Sebescen  |  | 65’   |
| D                | 6  | Boris Živković   |  |       |
| D                | 19 | Lúcio            |  | 90+1’ |
| D                | 35 | Diego Placente   |  |       |
| C                | 28 | Carsten Ramelow  |  |       |
| C                | 25 | Bernd Schneider  |  |       |
| C                | 13 | Michael Ballack  |  |       |
| C                | 23 | Thomas Brdarić   |  | 39’   |
| A                | 10 | Yıldıray Baştürk |  |       |
| A                | 27 | Oliver Neuville  |  |       |
| Sostituzioni:    |    |                  |  |       |
| D                | 3  | Marko Babić      |  | 90+1’ |
| A                | 9  | Ulf Kirsten      |  | 65’   |
| A                | 12 | Dimităr Berbatov |  | 39’   |
| Allenatore:      |    |                  |  |       |
| Klaus Toppmöller |    |                  |  |       |

| Real Madrid        |    |                    |       |     |
|                    |    |                    |       |     |
| P                  | 13 | César              |       | 68’ |
| D                  | 2  | Míchel Salgado     | 45+2’ |     |
| D                  | 4  | Fernando Hierro    |       |     |
| D                  | 6  | Iván Helguera      |       |     |
| D                  | 3  | Roberto Carlos     | 89’   |     |
| C                  | 24 | Claude Makélélé    |       | 73’ |
| C                  | 10 | Luís Figo          |       | 58’ |
| C                  | 21 | Santiago Solari    |       |     |
| C                  | 5  | Zinédine Zidane    |       |     |
| A                  | 7  | Raúl               |       |     |
| A                  | 9  | Fernando Morientes |       |     |
| Sostituzioni:      |    |                    |       |     |
| P                  | 1  | Iker Casillas      |       | 68’ |
| C                  | 8  | Steve McManaman    |       | 58’ |
| C                  | 16 | Flávio Conceição   |       | 73’ |
| Allenatore:        |    |                    |       |     |
| Vicente Del Bosque |    |                    |       |     |